# Phocides
Phocides este un gen de fluturi din familia Hesperiidae.

## Specii
- Phocides belus Godman & Salvin, [1893]
- Phocides charon (C. & R. Felder, 1859)
- Phocides distans (Herrich-Schäffer, 1869)
- Phocides johnsoni Bell, 1947
- Phocides lincea (Herrich-Schäffer, 1869)
- Phocides metrodorus Bell, 1932
- Phocides novalis Evans, 1952
- Phocides oreides (Hewitson, [1875])
- Phocides padrona Evans, 1952
- Phocides partia Evans, 1952
- Phocides perillus (Mabille, 1888)
- Phocides pialia (Hewitson, 1857)
- Phocides pigmalion (Cramer, [1779])
- Phocides polybius (Fabricius, 1793)
- Phocides thermus (Mabille, 1883)
- Phocides urania (Westwood, [1852])
- Phocides vulcanides Röber, 1925
- Phocides yokhara (Butler, 1870)